# Yvette Rosser

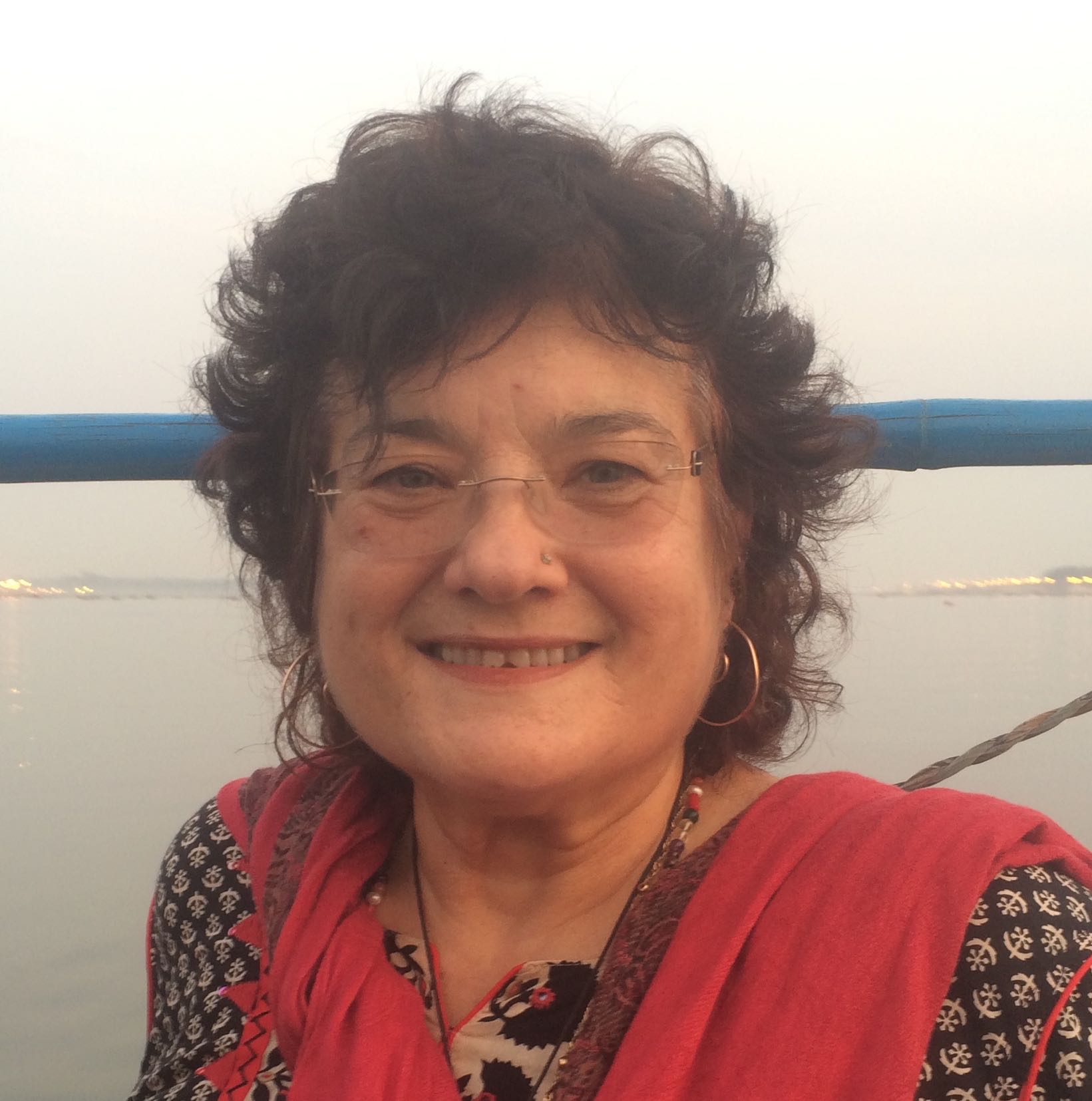
Yvette Rosser

Yvette Claire Rosser (geboren am 31. Januar 1952) ist eine US-amerikanische Autorin und Wissenschaftlerin, die dem Hinduismus anhängt und diese Lehre im Westen zu verbreiten sucht. Sie ist auch bekannt als Ram Rani.

## Biografie
Rosser bereiste Indien 1970 zum ersten Mal, wo sie ihren Guru Neem Karoli Baba traf. Dieser gab ihr den Rat, sich weiterbilden zu lassen und danach den Hinduismus im Westen zu unterrichten. Sie studierte anschließend an der University of Texas in Austin Asian studies und legte dort ihren Master ab. Ihre Masterthesis handelte von der Stellung Indiens in den Sozialwissenschaften und wie dort Hinduismus behandelt wird. 2003 promovierte sie mit der Dissertation Curriculum as Destiny: Forging National Identity in India, Pakistan, and Bangladesh, einer Übersicht über die Historisierung in Südasien.
Rosser war wesentlich an der Initiierung des „International Day Without Violence“ („Internationaler Tag der Gewaltfreiheit“) beteiligt, der seit 1996 immer am 4. April begangen wird. Sie ist außerdem Mitbegründer des G. M. Syed Memorial Committee, einem Komitee, das sich der Lehre von G. M. Syed und damit dem Sindhudesh verschrieben hat.
Rosser gehört dem Vorstand des Baacha Khan Research Centre in Baacha Khan Markaz, Peschawar an und ist Gründerin der Badshah Khan Peace Initiative (BKPI), das sich der Lehre von Abdul Ghaffar Khan verschrieben hat.

## Werke (Auswahl)
Bücher
- Curriculum as Destiny: Forging National Identity in India, Pakistan, and Bangladesh. University of Texas at Austin, 2003 (utexas.edu [PDF] Dissertation).
- Islamization of Pakistani Social Studies Textbooks. Rupa & Co., New Delhi 2003, ISBN 81-291-0221-8.
- Indoctrinating Minds: Politics of Education in Bangladesh. Rupa & Co., New Delhi 2004, ISBN 81-291-0431-8.
- Mukti Bahini to Jihad: The Evolution of Historiography in Bangladesh. Observer Research Foundation, New Delhi, Indien.

Artikel
- Pervasive Pedagogical Paradigms. In: SAGAR (South Asian Graduate Research Journal). Band 3, Nr. 1, 1996.
- Sindh Memories. In: Daily Sindh. Hyderabad, Pakistan Oktober 1997 (Sindhi).
- Hegemony and Historiography: Politics of Pedagogy. In: Asian Review. Dhaka, Bangladesh 1999 (infinityfoundation.com).
- T. S. Rukmani: Hindu Diaspora: Global Perspectives. Concordia University, Montreal, Canada 1999, ISBN 0-88947-338-2, Stereotypes in Schooling: Negative Pressures in the American Educational System on Hindu Identity Formation (infinityfoundation.com).
- Be Indian, buy Indian. In: The Hindu. 1. Oktober 2000 (hinduonnet.com).
- The Clandestine Curriculum: The Temple of Doom in the Classroom. In: Education About Asia. Band 6, Nr. 3. Association of Asian Studies, 2001 (infinityfoundation.com).
- Are the Taliban Coming? In: The Friday Times. Lahore, Pakistan 13. März 2001.
- Pakistani Perspectives of India. In: MANUSHI: A Journal About Women and Society. New Delhi Juli 2001.
- Internationalizing Teacher Education: Preparedness to Teach About India. In: Teaching South Asia. Project South Asia at Missouri Southern State College, 2001, ISSN 1529-8558.
- Santosh Saha: Religious Fundamentalism in the Contemporary World: Critical Social and Political Issues. Lexington Books, 2003, ISBN 0-7391-0760-7, Contesting Historiographies in South Asia: The Islamization of Pakistani Social Studies Textbooks.
- Cognitive Dissonance in Pakistan Studies Textbooks: Educational Practices of an Islamic State. In: Journal of Islamic State Practices in International Law. Band 1, Nr. 2, Juni 2005, ISSN 1742-4941 (electronicpublications.org).
- Troubled Times: Sustainable Development and Governance in the Age of Extremes. Sustainable Development Policy Institute (SDPI), Islamabad 2006, ISBN 969-8784-40-3, Cognitive Dissonance: Confusing Discourse in Pakistani Studies Textbooks.
- Infinity Foundation (Hrsg.): Invading the Sacred: An Analysis of Hinduism Studies in America. Rupa, Neu-Delhi 2007, S. XXI (voiceofdharma.org [PDF]).
  - The Children of Colonial Psychoanalysis, S. 132–145
  - Kripal on the Couch in Calcutta, S. 152–168
  - University of Chicago Magazine: Obscuring the Issues S. 378–396